# Комбинированный корм

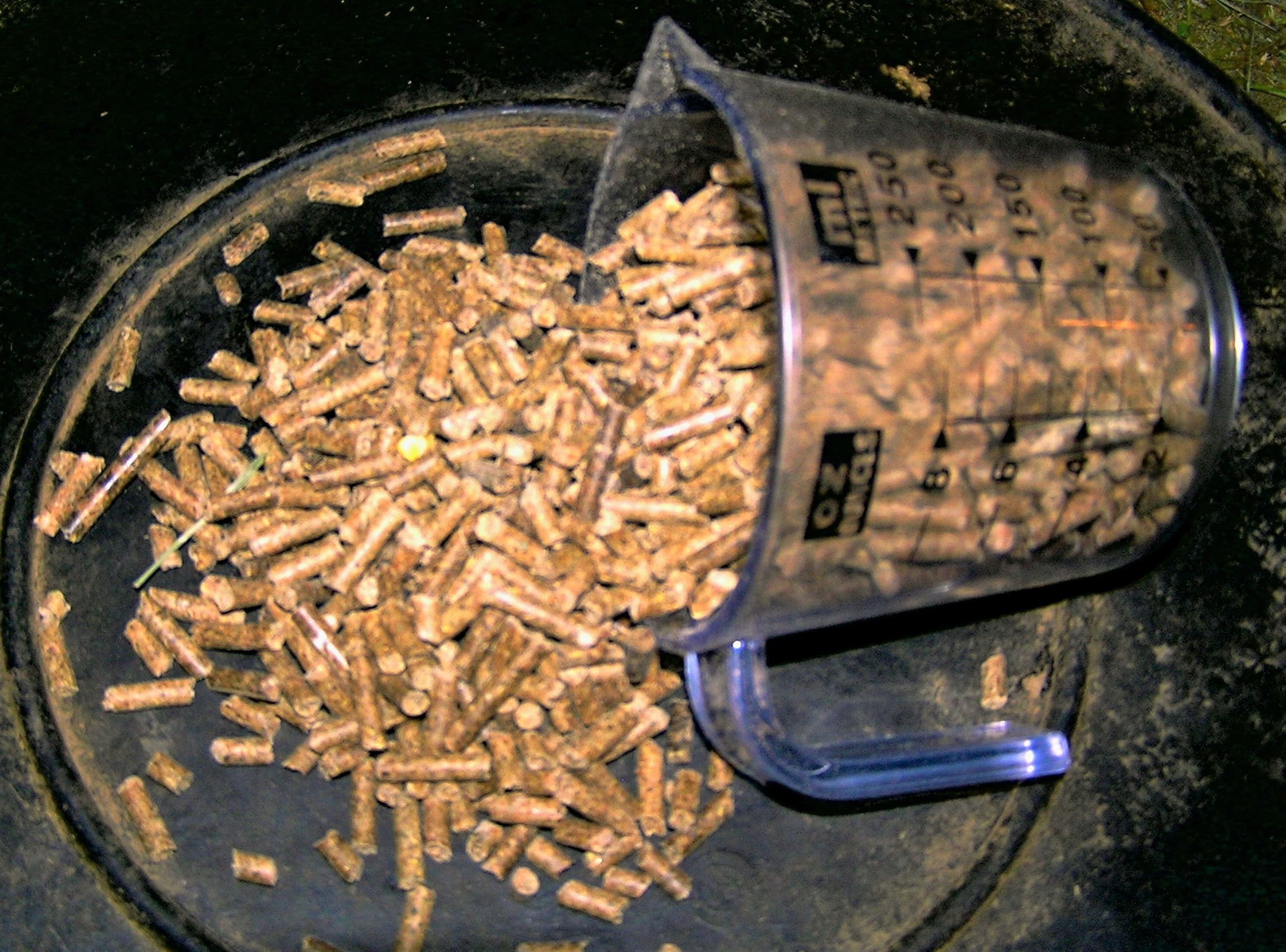
Комбинированный корм для лошадей

Комбини́рованный корм (сокр. комбико́рм) — смесь зернового сырья, продуктов с высоким содержанием белка, витаминов и микроэлементов для кормления животных.

## Виды комбинированных кормов
Комбикорма́ разделяются на три вида.
- Полнорационные, то есть полностью обеспечивающие потребность животного в питательных, минеральных и биологически активных веществах и предназначенные для скармливания в качестве единственного рациона. Так могут кормиться, например, куры, утки, гуси, свиньи, кролики. Маркируются такие корма буквенными индексами «ПК».
- Концентраты, предназначенные для скармливания животным в дополнение к сочным и грубым кормам. Такое кормление используется при содержании в основном крупного рогатого скота всех возрастов и различной продуктивности, а также при содержании свиней. Эти корма имеют при маркировке индекс «КК».
- Балансирующие кормовые добавки (белково-витаминные, белково-витаминно-минеральные, кормовые дрожжи, кормовой солод, премиксы).

### Комбикорм для КРС
Рацион коровы существенно влияет на вкус получаемого мяса и молока. У крупного рогатого скота на травяном корме нежирная говядина, а у откармливаемого зерном нежное мясо, больше мраморность. 
Добавка в корм семян и ма́сла льна, рапса, рыжика, горчицы увеличивает содержание омега-3 и мраморность говядины. Семена масличного льна являются профилактикой и подавляют воспалительные эффекты, вызванные респираторным заболеванием крупного рогатого скота (BRD), которое является частой проблемой, причиной падежа молочного молодняка и ремонтных тёлок на фоне транспортировки и стресса.

## Производство комбинированных кормов
Комбикорма изготовляются в виде измельченной до требуемых размеров частиц однородной россыпи, в виде гранул, полученных путём прессования и выдавливания через матрицы определённых форм и размеров рассыпного комбикорма, а также в виде крупки, получаемой путём измельчения гранул до частиц заданного размера.
Производство комбинированных кормов осуществляется на специальных комбикормовых линиях. Они состоят из дробилки, где происходит размельчение ингредиентов комбикорма, и смесителя, где происходит смешивание ингредиентов. Смесители бывают разных типов: ленточный, шнековый, лопастной. Наиболее современным из них является одновальный лопастной.

## Комбикормовые предприятия в России
В России растут темпы строительства новых комбико́рмовых предприятий. В 2021 году введены новые предприятия мощностью 2026 тонн/сутки (в 2020 были построены мощностью 963 тонн/сутки). В 2021 введены в строй цехи комбикормовые мощностью 3273,2 тонн/сутки (в 2020 — 789,7 тонн/сутки).
В 2021 году производство комбикормов в России выросло до 32,1 млн т с 31,3 млн т годом ранее, в 2022 году ожидается 32,8 млн т комбикормов. На сегодня в России производятся две кормовые аминокислоты — лизин и метионин — из пяти наиболее востребованных, в 2022 году производство лизина планируется увеличить до 83 тыс. т, что составит 67 % от потребности. Основными поставщиками метионина в Россию являются Бельгия, Сингапур, Япония, Китай.
Лидерами по производству комбикормов являются Центральный и Приволжский федеральные округа, прежде всего Белгородская, Воронежская, Тамбовская области. Это связано с высокой концентрацией на этих территориях птицеводческих и свиноводческих предприятий.
В 2022 году Россия вышла на 6-е место в мире по объему производства комбикормов, оно выросло до 34,2 млн т (+6,1%). Мировое производство сократилось на 0,42 % и составило около 1,3 млрд т. 
За семь месяцев 2023 года по сравнению с аналогичным периодом 2022 года производство премиксов в России выросло на 6,3%. За семь месяцев 2023 года в России произвели 20,3 млн т комбикормов (+3,7%). Из них: комбикормов для птиц 9,7 млн т (+1,6%), для свиней 8,7 млн т (+5,9%),  для КРС 1,7 млн т (+5,8%).

## Комбикормовые предприятия в Казахстане
В 2018 году был реконструирован комбикормовый завод ТОО "Усть-Каменогорского мукомольного комбината". На данный момент завод производит всю линейку кормов для сельскохозяйственных животных: 
- для сельскохозяйственной птицы:

```
   - для несушки
   - для бройлеров (STARTER, GROWER, FINISH)
```

- для КРС
- для телят
- для кроликов
- для поросят
- для лошадей
- для рыб карповых пород
- кормовая смесь
- БВМД